# Flavio Pereira
Flavio Pereira (sinh ngày 21 tháng 6 năm 1991) là một cầu thủ bóng đá người Brasil.

## Sự nghiệp câu lạc bộ
Flavio Pereira đã từng chơi cho FC Gifu, Japan Soccer College và FC Kariya.